# Flabelligera diplochaitus
Flabelligera diplochaitus är en ringmaskart som först beskrevs av Otto 1820.  Flabelligera diplochaitus ingår i släktet Flabelligera och familjen Flabelligeridae. Inga underarter finns listade i Catalogue of Life.